# Nógrádsipek, Nógrád
Nógrádsipek  este un sat în districtul Szécsény, județul Nógrád, Ungaria, având o populație de 734 de locuitori (2011). 

## Demografie
Componența etnică a satului Nógrádsipek
     Maghiari (100%)
Componența confesională a satului Nógrádsipek
     Romano-catolici (84,88%)
     Fără religie (1,09%)
     Necunoscută (13,49%)
     Reformați (0,54%)
Conform recensământului din 2011, satul Nógrádsipek avea 734 de locuitori. Din punct de vedere etnic, majoritatea locuitorilor (100,0%) erau maghiari.  Din punct de vedere confesional, majoritatea locuitorilor (84,88%) erau romano-catolici, cu o minoritate de persoane fără religie (1,09%). Pentru 13,49% din locuitori nu este cunoscută apartenența confesională.